# Dzień narodzin
Dzień narodzin (lit. Gimimo diena) – powieść autorstwa litewskiego, komunistycznego pisarza Antanasa Venclovy z 1959. Pierwsze polskie wydanie dzieła nastąpiło w 1977 (Wydawnictwo Łódzkie) w tłumaczeniu Anastazji Stoberskiej.

## Treść
Powieść powstała pod wpływem podróży pisarza do Związku Sowieckiego, którą odbył w 1936 i jego późniejszej fascynacji sowietami. Była najważniejszą pozycją w jego dorobku literackim. Jest to panoramiczny, wielowątkowy utwór o przełomowym dla historii Litwy roku 1940, kiedy to rozpoczęła się sowiecka okupacja kraju, aprobowana politycznie przez Venclowę (głosował za inkorporacją na Sejmie Ludowym z 1940). W 1960 autor otrzymał za swoje dzieło Nagrodę Państwową Litewskiej Socjalistycznej Republiki Radzieckiej.
Wśród szeregu równoległych wątków wyróżniają się m.in. tarapaty miłosne i polityczne byłego zarządcy majątku, Dolengi, czy też dzieje uczucia pomiędzy młodym dziennikarzem, a córką profesora uniwersyteckiego. Dobre są malownicze opisy przyrody litewskiej, a także scena balu w dworku szlacheckim w przeddzień aneksji kraju do Związku Sowieckiego.
W maju 1965 w Teatrze Dramatycznym w Poniewieżu wystawiono sztukę na podstawie powieści, autorstwa V. Blėdisa, J. Miltinisa i S. Kosmauskasa.